# Copadichromis
Copadichromis es un género de peces de la familia Cichlidae y de la orden de los Perciformes. Es un endemismo del lago Malawi en África Oriental.

## Especies
- Copadichromis atripinnis Stauffer & Te. Sato, 2002
- Copadichromis azureus Konings, 1990
- Copadichromis borleyi (Iles, 1960)
- Copadichromis chizumuluensis Stauffer & Konings, 2006
- Copadichromis chrysonotus (Boulenger, 1908)
- Copadichromis cyaneus (Trewavas, 1935)
- Copadichromis cyanocephalus Stauffer & Konings, 2006
- Copadichromis diplostigma Stauffer & Konings, 2006
- Copadichromis geertsi Konings, 1999
- Copadichromis ilesi Konings, 1999
- Copadichromis insularis Stauffer & Konings, 2006
- Copadichromis jacksoni (Iles, 1960)
- Copadichromis likomae (Iles, 1960)
- Copadichromis mbenjii Konings, 1990 (Quads Hap)
- Copadichromis melas Stauffer & Konings, 2006
- Copadichromis mloto (Iles, 1960)
- Copadichromis nkatae (Iles, 1960)
- Copadichromis parvus Stauffer & Konings, 2006
- Copadichromis pleurostigma (Trewavas, 1935)
- Copadichromis pleurostigmoides (Iles, 1960)
- Copadichromis quadrimaculatus (Regan, 1922)
- Copadichromis trewavasae Konings, 1999
- Copadichromis trimaculatus (Iles, 1960) (Verduya's Hap)
- Copadichromis verduyni Konings, 1990
- Copadichromis virginalis (Iles, 1960)